# Cité de Bunbury
La Cité de Bunbury (City of Bunbury en anglais) est une zone d'administration locale sur la côte sud-ouest de l'Australie-Occidentale en Australie à environ 180 kilomètres au sud de Perth. 
Le conseil ne prend en charge qu'un peu plus de la moitié de la ville et du port de Bunbury.
La zone est divisée en un certain nombre de quartiers :  
- Bunbury
- Carey Park
- College Grove
- Davenport
- East Bunbury
- Glen Iris
- Mangles
- Marlston Hill
- Pelican Point
- Picton
- South Bunbury
- Usher
- Vittoria
- Withers
- Wollaston

La zone a douze conseillers et n'est plus divisée en circonscriptions.